# Juan Tomás Martínez
Juan Tomás Martínez Gutierrez (Barakaldo, 16 juli 1962) is een Spaans voormalig professioneel wielrenner. Hij reed voor onder meer Festina-Lotus en Euskadi. In de tien jaar dat hij prof was behaalde hij slechts één overwinning: een etappe in de Vuelta a los Valles Mineros.
Hij was bijgenaamd El volcán de Baracaldo (De vulkaan van Barakaldo).

## Belangrijkste overwinningen
1986
- 2e etappe, deel A Vuelta a los Valles Mineros

## Resultaten in voornaamste wedstrijden
| Jaar | Ronde van Italië | Ronde van Frankrijk | Ronde van Spanje |
| ---- | ---------------- | ------------------- | ---------------- |
| 1985 |                  |                     | 16e              |
| 1986 |                  |                     | 21e              |
| 1987 | 37e              |                     | 14e              |
| 1988 | 16e              |                     | 25e              |
| 1989 |                  |                     | 32e              |
| 1991 | 19e              |                     | 34e              |
| 1992 | 15e              |                     |                  |
| 1993 |                  |                     | 42e              |
| 1994 |                  |                     | 57e              |

| Jaar |  | Wereldranglijsten |
| ---- |  | ----------------- |
| 1985 |  |                   |
| 1986 |  |                   |
| 1987 |  |                   |
| 1988 |  |                   |
| 1989 |  | 67e (UWB)         |
| 1991 |  |                   |
| 1992 |  |                   |
| 1993 |  |                   |
| 1994 |  |                   |